# Zenkerellinae
Zenkerellinae o Zenkerrinae è una sottofamiglia della famiglia di roditori della famiglia Anomaluridae.
A questa sottofamiglia vengono ascritte tre specie ripartite in due generi: si tratta di animali delle dimensioni di un comune topo domestico, abitanti delle foreste tropicali dell'Africa centrale e occidentale. Questi animali sono assai somiglianti ai più grossi anomaluri della sottofamiglia Anomalurinae, rispetto ai quali hanno tuttavia dimensioni minori ed altre differenze morfologiche a livello della coda e del cranio: la specie Zenkerella insignis, inoltre, unica della famiglia, è sprovvista del patagio, anche se conserva la presenza delle caratteristiche scaglie cornee presenti sul sottocoda.

## Specie
Famiglia Anomaluridae
- Sottofamiglia Zenkerellinae
  - Genere Idiurus
    - Idiurus macrotis
    - Idiurus zenkeri

  - Genere Zenkerella
    - Zenkerella insignis